# Esmeralda Amoedo
Pour les articles homonymes, voir Amoedo.
Esmeralda Amoedo, née le 19 mai 1936 à Lisbonne, dans le quartier de la Mouraria et morte le 26 décembre 2024, est une chanteuse portugaise de fado.
Découverte en 1950, lorsqu'elle participe à une émission populaire sur la radio nationale portugaise, elle remporte la première Grande Nuit du fado en 1953. Sa carrière se déroule ensuite sur différentes scènes, théâtres, casinos, casas de fado (Café Luso, Adega Mesquita, Toca, Painel do Fado, Mal Cozinhado), , etc. Elle se produit aussi dans de nombreux pays étrangers,.
Parmi ses nombreux succès figure notamment Açores - nove lágrimas.